# Popotoán
Popotoán (Popotoan Island), también conocida como Maclambay, es una isla situada en Filipinas, adyacente a la de Busuanga, isla que forma parte del grupo de Calamianes. Administrativamente forma parte y es sede del barrio de  Maglalambay, del municipio filipino de tercera categoría de Busuanga perteneciente a la provincia de Paragua, en Mimaro, Región IV-B.

## Geografía
Isla Busuanga es  la más grande del Grupo Calamian, situado a medio camino entre las islas de Mindoro (San José) y de Paragua (Puerto Princesa), con el Mar de la China Meridional a poniente y el mar de Joló a levante. Al sur de la isla están las otras dos islas principales del Grupo Calamian: Culión y  Corón. Popotoán se encuentra en el  mar de la China Meridional, frente a isla Galoc, tiene aproximadamente 4.180 metros de largo, en dirección este-oeste, y unos 1.400 metros en su línea de mayor anchura.
Al norte, y a 1.100 metros, se encuentra isla Mangenguey; al sur, y a 780 metros, isla  Galoc; a levante, y a 1.200 metros, isla Napula; y a poniente, y a 520 metros, el islote de Magtotdok.
El barrio de Maglalambay está formado por las siguientes islas e islotes: Popotoán, Nalaut Oriental, Nalaut Occidental, Malbinchilao del Norte,  Rat, Malbinchilao del Sur, Mangenguey y Depelengued.

### Entidades de población
En esta isla se encuentra el sitio de Maglalambay.